# ちくわサラダ
ちくわサラダは、熊本県のB級グルメ。熊本県民のソウルフードとも呼ばれる。ちくわにポテトサラダを詰め、天ぷらにした料理である。
熊本の惣菜屋には必ず置いてあるほか、居酒屋、定食屋でも提供される。

## 概要
1971年ごろにおべんとうのヒライで開発された料理である。ポテトサラダはヒライの人気商品であったが、売上が多いぶん、大量生産することで廃棄品も多かった。現場の女性が廃棄品を再利用して作ったのがはじまりとされる。熊本の名産でもあるからし蓮根に着想を得たとも言われている。
2009年7月に『秘密のケンミンSHOW』で採り上げられたことから人気が広まり、以降のヒライでの売り上げは10倍に急増した。ヒライでは、2018年時点では年間200万本、2022年時点では年間250万本を売り上げている。
ヒライでは専用のちくわを用い、キユーピーと共同開発したちくわサラダ専用マヨネーズを使用している。
また、ヒライではポテトサラダ以外にも肉じゃが、大葉チーズ、たまごマヨネーズ、カニカマ、アスパラなどをちくわに詰めた商品を製造販売している。
熊本県八代市日奈久温泉でも、ちくわサラダは食べ歩きの定番料理となっている。
サガン鳥栖のホームスタジアムである鳥栖スタジアムでも人気メニューとして発売されており、多いときには200本を完売する（2014年時点）。 

## 公式キャラクター
2019年頃に公式キャラクターちくわサラ太くんが登場している。
キャラクター頭部のポテトサラダが漫画『特攻の拓』の登場キャラクター武丸を彷彿とさせる特徴的なリーゼントの前髪になっている熱血硬派スタイルである。
選定コンテストの審査員は小山薫堂が務めた。

## 関連商品
- カルビーより「ポテトチップス ちくわサラダ味」が発売されている[6][10]。
- ミニストップでは「ちくわ天」の商品名で発売された[11]。